# Bates College
Bates College – prywatna wyższa uczelnia (college) powstała w 1855 roku w Lewiston w stanie Maine. Założycielem jej był Oren Burbank Cheney, a obecną nazwę otrzymała ona od nazwiska jednego z jej głównych sponsorów, finansisty i ministra w zarządzie kolonii Maine, Benjamina E. Batesa. Bates przez całe życie łożył na szkołę, a w testamencie zapisał jej swoją bibliotekę i połowę majątku.
Była to pierwsza koedukacyjna szkoła wyższa w Nowej Anglii i jedna z pierwszych w USA przyjmująca czarnych studentów.
Uczelnia kształci na stopnie naukowe B.A. (Bachelor of Arts) i B.S. (Bachelor of Science). Studiuje na niej około 20 tysięcy osób, a rocznie uczelnię opuszcza ok. 1700 absolwentów.
Campus uczelni zajmuje 109 akrów (441,000 m²)
Do Bates College uczęszczali m.in. Edmund Muskie, Bryant Gumbel, Robert F. Kennedy, Ella Knowles i John Shea.